# 宝の洞窟
『宝の洞窟』（たからのどうくつ、シリア語: ܡܥܪܬ ܓܙܐ M'drāth Gazzē、アラビア語: مغارة الكنوز Maghārat al-Kunūz、ゲエズ語: Baʿāta Mazāgebet、ティグリニャ語: መዝገብ ገዛ）は、外典福音書文献。単に『宝』と呼ばれることもある。シリア語で書かれており、4世紀または5世紀の文書が7世紀に編纂されたものと考えられている。

## 起源
この文書は、シリアのエフレム（306年 - 373年）によって記述されたものだが、現在の形になったのは6世紀以降であると一般的に考えられている。
アダムからキリストまでの神と人間の関わりの歴史に関する最も古いキリスト教文献は、おそらく原典が5世紀または6世紀に成立した『アダムとイヴとサタンの対立』である。『宝の洞窟』の作者は、その内容を主に『アダムとイヴとサタンの対立』から借用したか、共通の情報源を参照していた。